# Zahava Szász Stessel
Zahava Szász Stessel (* 1930 in Abaújszántó als Zahava Szász) ist eine Überlebende des Holocaust und ungarisch-amerikanische Autorin.

## Leben
Zahava 'Zahavicsku' Szász wuchs in einer Weinbaugemeinde des Tokaj-Hegyalja auf. Am 16. April 1944 wurde ihre Familie durch das Eichmann-Kommando und seine ungarischen Helfer erst nach Kassa und von dort in das Konzentrationslager Auschwitz deportiert. Hier wurde die Familie getrennt und alle Familienmitglieder außer ihr und ihrer 1931 geborenen Schwester wurden ermordet.
Die Schwestern kamen in das KZ Bergen-Belsen und von dort in das KZ-Außenlager Markkleeberg, ein Frauenaußenlager des KZ Buchenwald. Sie und ihre Schwester hatten sich für älter ausgegeben, denn als Kinder wären sie sofort ermordet worden. In Markkleeberg wurden zwischen August 1944 und April 1945 etwa 1300 ungarische Jüdinnen und 250 französische Widerstandskämpferinnen gefangen gehalten und mussten Zwangsarbeit in der Rüstungsindustrie für die Junkers Flugzeug- und Motorenwerke leisten. Am 13. April 1945 wurden die Häftlinge auf einen Todesmarsch geschickt, den die beiden Schwestern überlebten. 
Nach Kriegsende kehrten sie zunächst nach Ungarn zurück. Da kein Familienmitglied mehr am Leben war, gelangten sie nach Bayern in das Kinderlager für Displaced Persons im Kloster Indersdorf, von wo sie im Januar 1947 nach Sète in Südfrankreich fuhren. Ihre illegale Einwanderung in Palästina gelang zunächst nicht, da sie an der Landung gehindert und von den Briten in Zypern interniert wurden.
In Israel heiratete sie und nahm den Namen Zahava Szász Stessel an. 1957 emigrierte sie mit ihrem Mann in die USA. Szász Stessel arbeitete nach einem Studium in einer Stadtbibliothek in New York City. Mit 61 Jahren promovierte sie. Sie veröffentlichte Forschungsarbeiten zur Geschichte der ungarischen Juden.
In ihrem Buch (engl.) Snow Flowers, (dt.) Schneeblumen. Überleben im KZ Buchenwald-Außenlager Markkleeberg schildert sie die kräftezehrende Zwangsarbeit, die Erniedrigung und den Alltag im Lager unter SS-Bewachung und erzählt zugleich, wie selbst hier Menschlichkeit und Solidarität nicht vollkommen ausgelöscht werden konnten.
Szász Stessel wurde am 16. April 2008 anlässlich ihres Besuches in Markkleeberg für ihre Verdienste zur Aufarbeitung der Geschichte des Frauenaußenkommandos Markkleeberg und stellvertretend für alle Frauen des Lagers die Ehrenbürgerschaft der Stadt Markkleeberg verliehen.

## Schriften
- Zahava Szász Stessel: Schneeblumen. Überleben im KZ Buchenwald-Außenlager Markkleeberg. Herausgegeben vom Notenspur Leipzig e.V., Verlag Hentrich & Hentrich, Berlin Leipzig 2021. ISBN 978-3-95565-445-0
- Zahava Szász Stessel: Snow flowers. Hungarian Jewish Women in an Airplane Factory, Markkleeberg, Germany. Fairleigh Dickinson Univ. Press, Madison, NJ 2009. (books.google.de, Auszug)
- Wine and thorns in Tokay Valley : Jewish life in Hungary : the history of Abaújszántó.  Madison, NJ : Fairleigh Dickinson Univ. Press, 1995
- Jewish life in Hungary : the history of Abaújszántó. Thesis (Ph. D.), New York University, 1991.